# ATN (azienda)
ATN srl, acronimo di Autolinee Toscana Nord è una società a responsabilità limitata che dal 31 agosto 2009 gestisce il trasporto pubblico locale su gomma nella provincia di Massa-Carrara.

## Storia societaria
ATN srl nasce nel 2009, per subentrare come gestore del trasporto pubblico locale su gomma per coprire con il suo servizio il territorio della provincia di Massa-Carrara, in seguito al fallimento societario e della successiva liquidazione del precedente gestore, CAT (Consorzio Apuano Trasporti). Dopo aver vinto la gara di appalto, ATN inizia ad operare dal 1º settembre 2009, ereditando da CAT il parco mezzi e il personale.
Il 1º febbraio 2015 affitta il proprio ramo di gestione a CTT Nord, che utilizza anche i mezzi, le strutture ed il personale di ATN, fino al termine dell'appalto di parte del trasporto pubblico locale su gomma della regione Toscana da parte di quest'ultima società. Nel 2017, in seguito al contratto-ponte con l'istituzione regionale, CTT nord, insieme a Vaibus, prolunga la sua permanenza come gestore del trasporto pubblico e come concessionario di ATN srl fino al 31 dicembre 2019.
Dal 1º gennaio 2020 ATN srl affitta il proprio ramo di gestione a RATP Dev, società del gruppo francese RATP, aggiudicante dell'appalto per il trasporto pubblico locale su gomma della Regione Toscana.

## Struttura societaria
ATN srl è una società a responsabilità limitata, in affitto ad Autolinee Toscane.

## Risorse in gestione
ATN, oltre al parco mezzi ha a disposizione circa 250 dipendenti, 4 depositi per i mezzi, locati a Pontremoli, Aulla, Massa e Carrara, una sede centrale e gestionale a Carrara e alcuni uffici limitrofi al deposito di Aulla.

## Parco mezzi
Il parco mezzi è costituito, oltre che ad alcuni fuoristrada ed automobili aziendali, da circa 150 autobus.

## Bacino di utenza
Il bacino di utenza di ATN srl comprende tutti e 17 i comuni della provincia di Massa-Carrara.